# 스타리그라드 (크로아티아)

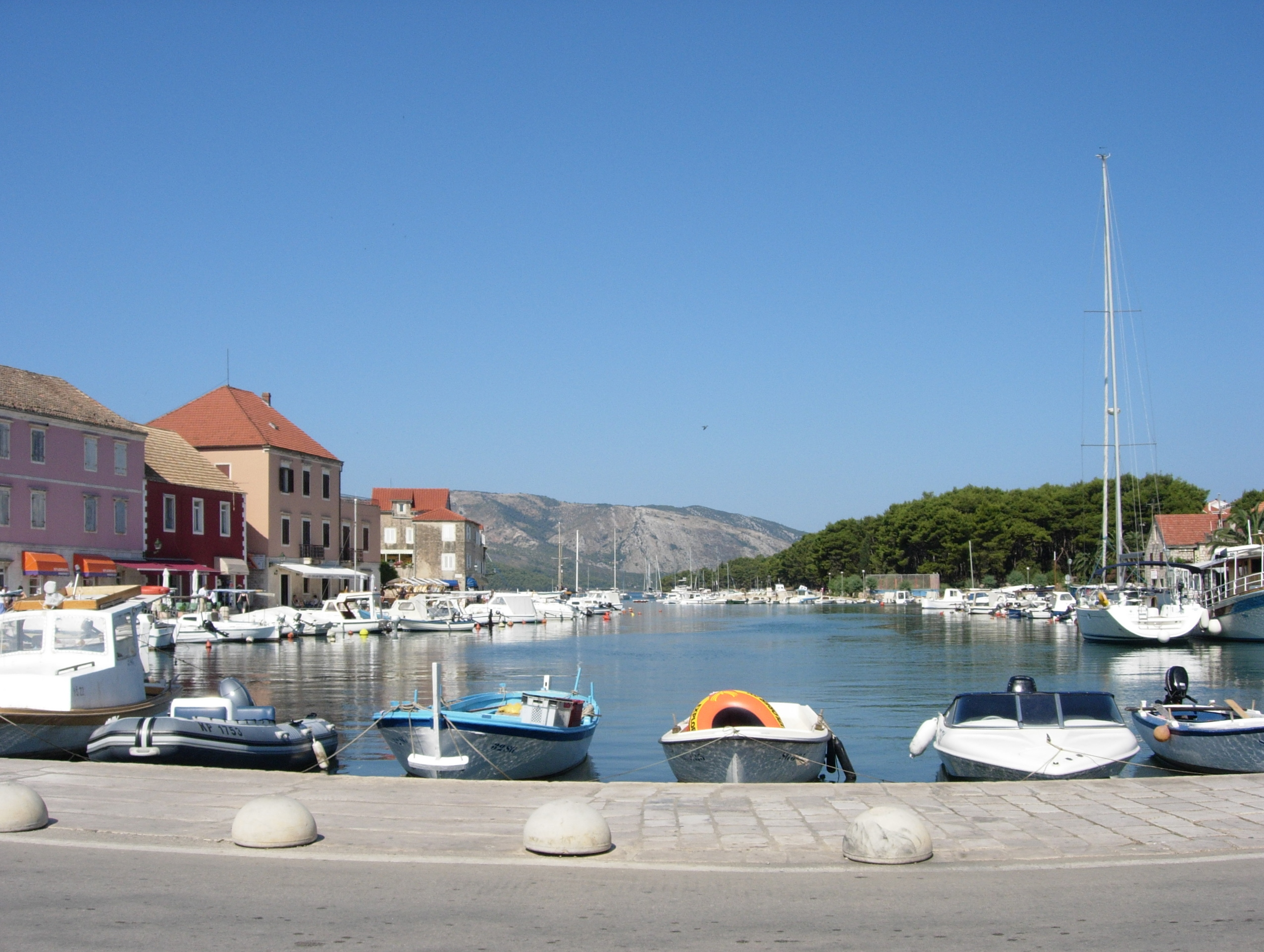
스타리그라드 시가지

스타리그라드(크로아티아어: Stari Grad, "옛 도시"라는 뜻)는 크로아티아 흐바르섬 북부에 위치한 도시로 행정 구역상으로는 스플리트달마티아주에 속한다. 2001년 기준으로 지방 자치체 인구는 2,817명이며 이 가운데 1,906명은 스타리그라드에 거주한다.
유럽에서 가장 오래된 도시 가운데 하나이며 농업이 발달하고 항만에 둘러싸여 있어서 오래 전부터 사람이 정착했다. 기원전 384년 이 곳에 정착한 고대 그리스인들에 의해 식민 도시가 설립되었다. 2008년에는 도시 대부분 지역(주위에 있는 완충 지대 포함)이 유네스코가 지정한 세계유산에 등재되었다.

## 인구
| 연도                                                                         | 인구  | ±%    |
| ---------------------------------------------------------------------------- | ----- | ----- |
| 1961                                                                         | 3,231 | —     |
| 1971                                                                         | 3,016 | −6.7% |
| 1981                                                                         | 2,857 | −5.3% |
| 1991                                                                         | 2,884 | +0.9% |
| 2001                                                                         | 2,817 | −2.3% |
| 2011                                                                         | 2,781 | −1.3% |
| 출처: Naselja i stanovništvo Republike Hrvatske 1857–2001, DZS, Zagreb, 2005 |       |       |